# Back to Panda Mountains
Albums de Cocoon
My Friends All Died in a Plane Crash
(2007)
Back to Panda Mountains est le premier DVD live du groupe Cocoon sorti le 7 septembre 2009.
Il contient le concert du 25 avril 2009 à la Coopérative de Mai de Clermont-Ferrand filmé en intégralité.
Le CD qui l'accompagne est une sélection de 13 titres tirés de ce live. Le coffret contient également un livret de 24 pages contenant les paroles des chansons avec les notes du groupe et 4 photos polaroïds.
Le single extrait de ce live est Owls.

## DVD

### Concert
La Coopérative de Mai (25 avril 2009)
1. Hummingbird
2. Vultures
3. Owls
4. Sea Lion
5. Seesaw
6. Morning Break
7. 84
8. On My Way
9. Babyseal
10. Microwave
11. Cliffhanger
12. Take Off
13. Ghost Busters
14. Chupee
15. Hey Ya!
16. Tell Me

### Bonus
- Documentaire sur la vie du groupe (30 min)
- Documentaire sur le groupe avec leurs familles, leurs amis, dans les rues de Clermont-Ferrand. On peut voir le groupe en train de répéter, avant et après des concerts, etc.
- Live à La Maroquinerie (22 mai 2009) (47 min)

Le meilleur du concert "master class".
1. Take Off
2. Hummingbird
3. Vultures
4. Owls
5. On My Way
6. Microwave
7. Seesaw
8. Chupee

- Le live à la Coopérative de Mai, commenté par Mark et Morgane (74 min)

## CD
- Hummingbird 3:33
- Vultures 3:26
- Owls 3:05
- Seesaw 3:41
- 84 2:58
- On My Way 3:57
- Babyseal 3:42
- Microwave 3:02
- Cliffhanger 4:45
- Take Off 3:01
- Chupee 4:42
- Hey Ya! 2:57
- Tell Me 3:57

## Musiciens
- Mark Daumail : chant, guitares
- Morgane Imbeaud : chant, claviers
- Oliver Smith : basse, contrebasse
- Raphaël Séguinier : batterie
- Sophie Dutoit : violon
- Julie Dutoit : violoncelle